# サッカロピンデヒドロゲナーゼ
サッカロピンデヒドロゲナーゼ(saccharopine dehydrogenase)は、サッカロピンを経由するリシン代謝酵素の一つ。サッカロピンデヒドロゲナーゼ (NAD+, L-リシン形成)EC 1.5.1.7、サッカロピンデヒドロゲナーゼ (NADP+, L-リシン形成)EC 1.5.1.8、サッカロピンデヒドロゲナーゼ (NAD+, L-グルタミン酸形成)EC 1.5.1.9、およびサッカロピンデヒドロゲナーゼ (NADP+, L-グルタミン酸形成)EC 1.5.1.10の4種がある。

## 病理学
欠損は高リシン血症(hyperlysinemia)の原因となる。